# Дискография на Шакира
| Заглавие                  | Детайли                                                                     | Позиция в класация | Позиция в класация                                                 | Позиция в класация | Позиция в класация | Позиция в класация | Позиция в класация | Позиция в класация | Позиция в класация | Позиция в класация | Позиция в класация | Продажби                                                                                               | Сертификати |   |   |  |  |
| ------------------------- | --------------------------------------------------------------------------- | ------------------ | ------------------------------------------------------------------ | ------------------ | ------------------ | ------------------ | ------------------ | ------------------ | ------------------ | ------------------ | ------------------ | --- | --- | - | - |  |  |
| Заглавие                  | Детайли                                                                     | Peligro            | - Издаден: 25 март 1993 - Формат: CD, Аудиокасета - Компания: Sony | —                  | —                  | —                  | —                  | —                  | —                  | —                  | —                  | Продажби                                                                                               | Сертификати | — | — |  |  |
| Pies Descalzos            | - Издаден: 6 октомври 1995 - Формат: CD, Аудиокасета, LP - Компания: Sony   | —                  | —                                                                  | —                  | —                  | 71                 | —                  | —                  | —                  | —                  | —                  | Свят: 3 500 000 - : 600 000                                                                            | - : Платинен |   |   |  |  |
| Dónde Están Los Ladrones? | - Издаден: 29 септември 1998 - Формат: CD, Аудиокасета - Компания: Sony     | —                  | —                                                                  | —                  | —                  | 79                 | —                  | —                  | —                  | —                  | 131                | Свят: 3 500 000 - : 915 000                                                                            | - : Платинен |   |   |  |  |
| Laundry Service           | - Издаден: 13 ноември 2001 - Формат: CD, Аудиокасета - Компания: Epic       | 1                  | 1                                                                  | 1                  | 5                  | 2                  | 2                  | 4                  | 1                  | 1                  | 2                  | Свят: 13 000 000 - : 3 550 000 - : 600 000 - : 350 000 - : 500 000 - : 600 000 - : 750 000 - : 160 000 | - : 3 пъти платинен - : 2 пъти платинен - : 5 пъти платинен - : 2 пъти платинен - : 5 пъти платинен - : 2 пъти платинен - : 5 пъти златен - : 3 пъти платинен - : 2 пъти платинен |   |   |  |  |
| Fijación Oral, Vol. 1     | - Издаден: 3 юни 2005 - Формат: CD, дигитален формат - Компания: Epic       | —                  | 2                                                                  | —                  | 6                  | 1                  | 18                 | —                  | 14                 | 180                | 4                  | Свят: 4 000 000 - : 1 015 000 - : 100 000 - : 300 000                                                  | - :11 пъти платинен(Латин) - : Платинен - : Златен - : 3 пъти златен |   |   |  |  |
| Oral Fixation, Vol. 2     | - Издаден: 28 ноември 2005 - Формат: CD, дигитален формат - Компания: Epic  | 9                  | 6                                                                  | 3                  | 8                  | 4                  | 6                  | —                  | 4                  | 12                 | 5                  | Свят: 5 000 000 - : 1 750 000 - : 300 000 - : 200 000 - : 200 000 - : 300 000                          | - : Платинен - : Платинен - : Златен - : Платинен - : 2 пъти платинен - : Платинен - : 3 пъти златен - : Златен - : Златен                                                        |   |   |  |  |
| She Wolf                  | - Издаден: 9 октомври 2009 - Формат: CD, дигитален формат - Компания: Epic  | —                  | 4                                                                  | 18                 | 7                  | 3                  | 1                  | —                  | 23                 | 4                  | 15                 | Свят: 2 000 000 - : 305 000 - : 100 000 - : 100 000                                                    | - : Златен - : Златен - : Златен - : Платинен |   |   |  |  |
| Sale El Sol               | - Издаден: 19 октомври 2010 - Формат: CD, дигитален формат - Компания: Epic | —                  | 3                                                                  | 11                 | 1                  | 6                  | 1                  | —                  | 19                 | —                  | 7                  | Свят: 2 500 000 - : 300 000 - : 500 000 - : 200 000 - : 120 000                                        | - : Платинен - : Диамантен - : Платинен - : 2 пъти платинен - : Златен |   |   |  |  |
| Shakira                   | - Издаден: 25 март 2014 - Формат: CD, дигитален формат - Компания: RCA      | 8                  | 3                                                                  | 3                  | 6                  | 5                  | 3                  | 17                 | 14                 | 14                 | 2                  | Свят: 1 000 000 - : 250 000                                                                            | - : Златен |   |   |  |  |
| El Dorado                 | - Издаден: 26 май 2017 - Формат: CD, дигитален формат - Компания: RCA       | 92                 | 10                                                                 | 20                 | 4                  | 19                 | 12                 | —                  | 56                 | 54                 | 15                 | | |   |   |  |  |

## Преиздания
| Албум | Позиция в класация                                                       | Позиция в класация | Позиция в класация | Позиция в класация | Позиция в класация | Позиция в класация | Позиция в класация | Позиция в класация | Позиция в класация | Позиция в класация |   |
| ----- | ------------------------------------------------------------------------ | ------------------ | ------------------ | ------------------ | ------------------ | ------------------ | ------------------ | ------------------ | ------------------ | ------------------ | - |
| Албум | Colección de Oro - Издаден: 22 януари 2002 - Формат: CD - Компания: Sony | —                  | —                  | —                  | —                  | —                  | —                  | —                  | —                  | —                  | — |

### ЕП-та / Миниалбуми
| Албум                                                                                | Позиция в класация                                                      | Позиция в класация | Позиция в класация | Позиция в класация | Позиция в класация | Позиция в класация | Позиция в класация | Позиция в класация | Позиция в класация | Позиция в класация |   |
| ------------------------------------------------------------------------------------ | ----------------------------------------------------------------------- | ------------------ | ------------------ | ------------------ | ------------------ | ------------------ | ------------------ | ------------------ | ------------------ | ------------------ | - |
| Албум                                                                                | Magia - Издаден: 24 юни 1991 - Формат: LP, Аудиокасета - Компания: Sony | —                  | —                  | —                  | —                  | —                  | —                  | —                  | —                  | —                  | — |
| She Wolf - Издаден: 2 септември 2009 - Формат: CD, дигитален формат - Компания: Sony | —                                                                       | —                  | —                  | —                  | —                  | —                  | —                  | —                  | —                  | —                  |   |

### Компилации
| Албум | Позиция в класация                                                                  | Позиция в класация | Позиция в класация | Позиция в класация | Позиция в класация | Позиция в класация | Позиция в класация | Позиция в класация | Позиция в класация | Позиция в класация | Продажби | Сертификати |    |             |                             |
| --- | ----------------------------------------------------------------------------------- | ------------------ | ------------------ | ------------------ | ------------------ | ------------------ | ------------------ | ------------------ | ------------------ | ------------------ | -------- | ----------- | -- | ----------- | --------------------------- |
| Албум | Grandes Éxitos - Издаден: 5 ноември 2002 - Формат: CD, Аудиокасета - Компания: Epic | —                  | —                  | —                  | —                  | —                  | —                  | —                  | 22                 | —                  | Продажби | Сертификати | 80 | - : 200 000 | - :11 пъти платинен (Латин) |
| Oral Fixation, Vol. 1 & 2 - Издаден: 5 декември 2006 - Формат: CD/DVD, дигитален формат - Компания: Epic | —                                                                                   | —                  | —                  | —                  | —                  | —                  | —                  | —                  | —                  | —                  |          |             |    |             |                             |

### Ремикс албуми
| Албум | Позиция в класация                                                                 | Позиция в класация | Позиция в класация | Позиция в класация | Позиция в класация | Позиция в класация | Позиция в класация | Позиция в класация | Позиция в класация | Позиция в класация | Продажби |     |             |
| ----- | ---------------------------------------------------------------------------------- | ------------------ | ------------------ | ------------------ | ------------------ | ------------------ | ------------------ | ------------------ | ------------------ | ------------------ | -------- | --- | ----------- |
| Албум | The Remixes - Издаден: 21 октомври 1997 - Формат: CD, Аудиокасета - Компания: Sony | —                  | —                  | —                  | —                  | —                  | —                  | —                  | —                  | —                  | Продажби | 151 | - : 200 000 |

### Лайв албуми
| Албум                                                                                      | Позиция в класация                                                                        | Позиция в класация | Позиция в класация | Позиция в класация | Позиция в класация | Продажби                                                   |     |                                       |
| ------------------------------------------------------------------------------------------ | ----------------------------------------------------------------------------------------- | ------------------ | ------------------ | ------------------ | ------------------ | ---------------------------------------------------------- | --- | ------------------------------------- |
| Албум                                                                                      | MTV Unplugged - Издаден: 29 февруари 2000 - Формат: CD, Аудиокасета, DVD - Компания: Sony | —                  | —                  | 9                  | —                  | Продажби                                                   | 124 | Свят: 910 000 - : 400 000 - : 150 000 |
| Live & Off the Record - Издаден: 30 март 2004 - Формат: CD, DVD - Компания: Epic           | —                                                                                         | —                  | 14                 | —                  | —                  | Свят: 260 000 - : 50 000 - : 20 000 - : 10 000 - : 150 000 |     |                                       |
| Oral Fixation Tour - Издаден: 13 ноември 2007 - Формат: CD, DVD, Blue-Ray - Компания: Epic | —                                                                                         | —                  | 71                 | —                  | —                  | Свят: 650 000 - : 100 000                                  |     |                                       |
| Live From Paris - Издаден: 2 декември 2011 - Формат: CD, DVD, Blue-Ray - Компания: Epic    | —                                                                                         | 8                  | 43                 | —                  | —                  | Свят: 250 000 - : 100 000                                  |     |                                       |

## Сингли
| Година | Заглавие                                                         | Позиция в класация | Позиция в класация | Позиция в класация | Позиция в класация | Позиция в класация | Позиция в класация | Позиция в класация | Позиция в класация | Позиция в класация | Позиция в класация | Сертификати | Албум                     |   |   |  |                |
| ------ | ---------------------------------------------------------------- | ------------------ | ------------------ | ------------------ | ------------------ | ------------------ | ------------------ | ------------------ | ------------------ | ------------------ | ------------------ | --- | ------------------------- | - | - |  | -------------- |
| Година | Заглавие                                                         | 1995               | „Estoy Aquí“       | —                  | —                  | —                  | —                  | —                  | —                  | —                  | —                  | Сертификати | Албум                     | — | — |  | Pies Descalzos |
| 1996   | „¿Dónde Estás Corazón?“                                          | —                  | —                  | —                  | —                  | —                  | —                  | —                  | —                  | —                  | —                  | |                           |   |   |  | Pies Descalzos |
| 1996   | „Pies Descalzos, Sueños Blancos“                                 | —                  | —                  | —                  | —                  | —                  | —                  | —                  | —                  | —                  | —                  | |                           |   |   |  | Pies Descalzos |
| 1996   | „Un Poco De Amor“                                                | —                  | —                  | —                  | —                  | —                  | —                  | —                  | —                  | —                  | —                  | |                           |   |   |  | Pies Descalzos |
| 1997   | „Antología“                                                      | —                  | —                  | —                  | —                  | —                  | —                  | —                  | —                  | —                  | —                  | |                           |   |   |  | Pies Descalzos |
| 1997   | „Se Quiere, Se Mata“                                             | —                  | —                  | —                  | —                  | —                  | —                  | —                  | —                  | —                  | —                  | |                           |   |   |  | Pies Descalzos |
| 1998   | „Ciega, Sordomuda“                                               | —                  | —                  | —                  | —                  | —                  | —                  | —                  | —                  | —                  | —                  | | Dónde Están Los Ladrones? |   |   |  |                |
| 1998   | „Tú“                                                             | —                  | —                  | —                  | —                  | —                  | —                  | —                  | —                  | —                  | —                  | | Dónde Están Los Ladrones? |   |   |  |                |
| 1999   | „Inevitable“                                                     | —                  | —                  | —                  | —                  | —                  | —                  | —                  | —                  | —                  | —                  | | Dónde Están Los Ladrones? |   |   |  |                |
| 1999   | „Ojos Así“                                                       | —                  | —                  | —                  | 15                 | —                  | —                  | —                  | —                  | —                  | —                  | | Dónde Están Los Ladrones? |   |   |  |                |
| 1999   | „Moscas en la Casa“                                              | —                  | —                  | —                  | —                  | —                  | —                  | —                  | —                  | —                  | —                  | | Dónde Están Los Ladrones? |   |   |  |                |
| 2001   | „Whenever, Wherever“                                             | 1                  | 1                  | 4                  | 1                  | 1                  | 1                  | 1                  | 1                  | 2                  | 6                  | - : Платинен - : 3 пъти платинен - : Платинен - : Диамантен - : 3 пъти златен - : Платинен - : 2 пъти платинен                    | Laundry Service           |   |   |  |                |
| 2002   | „Underneath Your Clothes“                                        | 1                  | 1                  | 11                 | 2                  | 2                  | 3                  | 2                  | 3                  | 3                  | 9                  | - : Сребърен - : 2 пъти платинен - : Платинен - : Златен - : Златен                                                               | Laundry Service           |   |   |  |                |
| 2002   | „Objection (Tango)“                                              | 2                  | 12                 | —                  | 10                 | 19                 | 6                  | —                  | 7                  | 17                 | 55                 | - : Платинен - : Златен | Laundry Service           |   |   |  |                |
| 2002   | „Te Dejo Madrid“                                                 | —                  | —                  | —                  | —                  | —                  | —                  | —                  | —                  | —                  | —                  | | Laundry Service           |   |   |  |                |
| 2002   | „Que Me Quedes Tú“                                               | —                  | —                  | —                  | —                  | —                  | —                  | —                  | —                  | —                  | —                  | | Laundry Service           |   |   |  |                |
| 2003   | „The One“                                                        | 16                 | 21                 | —                  | 15                 | 39                 | 20                 | 39                 | —                  | —                  | —                  | | Laundry Service           |   |   |  |                |
| 2005   | „La Tortura“ (с участието на Alejandro Sanz)                     | —                  | 3                  | 21                 | 7                  | 4                  | 3                  | —                  | 6                  | —                  | 23                 | - : Платинен - : Златен - : Златен                                                                                                | Fijación Oral, Vol. 1     |   |   |  |                |
| 2005   | „No“ (с участието на Gustavo Cerati)                             | —                  | —                  | —                  | —                  | —                  | —                  | —                  | —                  | —                  | —                  | | Fijación Oral, Vol. 1     |   |   |  |                |
| 2005   | „Don't Bother“                                                   | 30                 | 6                  | —                  | 24                 | 7                  | 8                  | —                  | 28                 | 9                  | 42                 | - : Златен | Oral Fixation, Vol. 2     |   |   |  |                |
| 2006   | „Día de Enero“                                                   | —                  | —                  | —                  | —                  | —                  | —                  | —                  | —                  | —                  | —                  | | Fijación Oral Vol. 1      |   |   |  |                |
| 2006   | „Hips Don't Lie“ (с участието на Wyclef Jean)                    | 1                  | 2                  | 2                  | 1                  | 1                  | 1                  | 1                  | 45                 | 1                  | 1                  | - : Платинен - : Платинен - : Платинен - : Златен - : 2 пъти платинен - : Златен - : Платинен - : Златен - : Златен               | Oral Fixation, Vol. 2     |   |   |  |                |
| 2006   | „Illegal“ (с участието на Карлос Сантана)                        | —                  | 9                  | —                  | —                  | 11                 | 4                  | —                  | 47                 | 34                 | —                  | | Oral Fixation, Vol. 2     |   |   |  |                |
| 2007   | „Beautiful Liar“ (дует с Бионсе)                                 | 4                  | 1                  | 2                  | 1                  | 1                  | 1                  | 1                  | 4                  | 1                  | 3                  | - : Платинен - : Златен - : Златен - : Златен - : Златен                                                                          | Не включен в албум        |   |   |  |                |
| 2007   | „Las de la Intuición“                                            | —                  | —                  | —                  | —                  | —                  | —                  | —                  | —                  | —                  | —                  | | Fijación Oral Vol. 1      |   |   |  |                |
| 2009   | „She Wolf“                                                       | 18                 | 3                  | 5                  | 4                  | 2                  | 3                  | 36                 | 7                  | 4                  | 11                 | - : Платинен - : Сребърен - : Платинен                                                                                            | She Wolf                  |   |   |  |                |
| 2009   | „Did It Again“                                                   | —                  | 34                 | —                  | —                  | 34                 | 15                 | —                  | 36                 | 26                 | —                  | | She Wolf                  |   |   |  |                |
| 2009   | „Give It Up To Me“ (с участието на Лил Уейн)                     | —                  | —                  | 32                 | —                  | —                  | —                  | —                  | —                  | —                  | 29                 | - : Златен | She Wolf                  |   |   |  |                |
| 2010   | „Gypsy“                                                          | —                  | 11                 | 80                 | —                  | 7                  | —                  | —                  | —                  | —                  | 65                 | | She Wolf                  |   |   |  |                |
| 2010   | „Waka Waka (This Time for Africa)“ (с участието на Фрешлиграунд) | 32                 | 1                  | 11                 | 1                  | 1                  | 1                  | 34                 | 1                  | 21                 | 38                 | - : Платинен - : Златен - : Платинен - : 11 пъти платинен - : Диамантен - : 5 пъти златен - : 6 пъти платинен - : 9 пъти платинен | Sale el Sol               |   |   |  |                |
| 2010   | „Loca“ (с участието на Dizzee Rascal & El Cata)                  | —                  | 2                  | 36                 | 2                  | 6                  | 1                  | —                  | 20                 | —                  | 32                 | - : Златен - : Златен - : 2 пъти платинен - : Златен                                                                              | Sale el Sol               |   |   |  |                |
| 2011   | „Sale el Sol“                                                    | —                  | —                  | —                  | —                  | —                  | —                  | —                  | —                  | —                  | —                  | | Sale el Sol               |   |   |  |                |
| 2011   | „Rabiosa“ (с участието на El Cata & Питбул)                      | —                  | 6                  | 38                 | 6                  | 26                 | 6                  | —                  | 48                 | —                  | —                  | - : Платинен | Sale el Sol               |   |   |  |                |
| 2011   | „Antes De Las Seis“                                              | —                  | —                  | —                  | —                  | —                  | —                  | —                  | —                  | —                  | —                  | | Sale el Sol               |   |   |  |                |
| 2011   | „Je L'Aime à Mourir“                                             | —                  | —                  | 34                 | 1                  | —                  | —                  | —                  | —                  | —                  | —                  | - : Златен | Live From Paris           |   |   |  |                |
| 2012   | „Addicted to You“                                                | —                  | —                  | —                  | 15                 | —                  | 49                 | —                  | —                  | —                  | —                  | | Sale el Sol               |   |   |  |                |
| 2014   | „Can't Remember To Forget You“ (с участието на Риана)            | 18                 | 4                  | 19                 | 5                  | 8                  | 13                 | 32                 | 8                  | 11                 | 15                 | - : Сребърен - : Златен - : Златен - : Платинен - : Платинен                                                                      | Shakira                   |   |   |  |                |
| 2014   | „Empire“                                                         | —                  | —                  | 92                 | 82                 | —                  | —                  | —                  | —                  | 25                 | 58                 | - : Платинен | Shakira                   |   |   |  |                |
| 2014   | „Dare (La La La)“/La La La (Brazil 2014)                         | —                  | 14                 | 80                 | 11                 | 12                 | 3                  | —                  | —                  | —                  | 53                 | | Shakira                   |   |   |  |                |
| 2016   | „La Bicicleta“ (дует с Carlos Vives)                             | —                  | —                  | —                  | 30                 | —                  | 83                 | —                  | —                  | —                  | 95                 | | Невключен в албум         |   |   |  |                |
| 2016   | Chantaje (с участието на Малума)                                 | —                  | 41                 | 50                 | 13                 | 20                 | 11                 | —                  | 54                 | —                  | 51                 | - : 16 пъти платинен (Латин) - : Платинен - : Златен - : 2 пъти платинен - : Златен                                               | rowspan="2" El Dorado     |   |   |  |                |
| 2017   | "Me Enamoré"                                                     | —                  | —                  | —                  | 13                 | —                  | —                  | —                  | —                  | —                  | 13                 | |                           |   |   |  |                |

### Сингли като партниращ си артист
| Година | Заглавие                                                         | Позиция в класация | Позиция в класация                                                          | Позиция в класация | Позиция в класация | Позиция в класация | Позиция в класация | Позиция в класация | Позиция в класация | Позиция в класация | Позиция в класация | Сертификати |   |   |  |
| ------ | ---------------------------------------------------------------- | ------------------ | --------------------------------------------------------------------------- | ------------------ | ------------------ | ------------------ | ------------------ | ------------------ | ------------------ | ------------------ | ------------------ | ----------- | - | - |  |
| Година | Заглавие                                                         | 2006               | „Te Lo Agradezco, Pero No“ (песен на Alejandro Sanz, с участието на Шакира) | —                  | —                  | —                  | —                  | —                  | —                  | —                  | —                  | Сертификати | — | — |  |
| 2007   | „Si Tú No Vuelves“ (песен на Miguel Bosé, с участието на Шакира) | —                  | —                                                                           | —                  | —                  | —                  | 2                  | —                  | —                  | —                  | —                  |             |   |   |  |
| 2007   | „Sing“ (песен на Ани Ленъкс, с участието на Шакира)              | —                  | —                                                                           | —                  | —                  | —                  | —                  | —                  | —                  | 161                | —                  |             |   |   |  |
| 2012   | „Get It Started“ (песен на Питбул, с участието на Шакира)        | 31                 | 17                                                                          | 42                 | 57                 | 31                 | —                  | —                  | 47                 | 64                 | 89                 | - : Златен  |   |   |  |
| 2015   | „Mi Verdad“ (песен на Maná, с участието на Шакира)               | —                  | —                                                                           | —                  | —                  | —                  | —                  | —                  | —                  | —                  | —                  |             |   |   |  |
| 2016   | Deja Vu (песен на Принц Ройс, с участието на Шакира)             | —                  | —                                                                           | —                  | 106                | —                  | —                  | —                  | —                  | —                  | —                  |             |   |   |  |
| 2017   | Comme Moi (песен на Блек Ем, с участието на Шакира)              | —                  | —                                                                           | —                  | 35                 | —                  | —                  | —                  | —                  | —                  | —                  |             |   |   |  |

### Промоционални сингли
| Година | Заглавие           | Позиция в класация | Позиция в класация | Позиция в класация | Позиция в класация | Позиция в класация | Позиция в класация | Позиция в класация | Позиция в класация | Позиция в класация | Позиция в класация | Сертификати               |   |   |       |
| ------ | ------------------ | ------------------ | ------------------ | ------------------ | ------------------ | ------------------ | ------------------ | ------------------ | ------------------ | ------------------ | ------------------ | ------------------------- | - | - | ----- |
| Година | Заглавие           | 1991               | „Magia“            | —                  | —                  | —                  | —                  | —                  | —                  | —                  | —                  | Сертификати               | — | — | Magia |
| 1993   | „Eres“             | —                  | —                  | —                  | —                  | —                  | —                  | —                  | —                  | —                  | —                  | Peligro                   |   |   |       |
| 1999   | „No Creo“          | —                  | —                  | —                  | —                  | —                  | —                  | —                  | —                  | —                  | —                  | Dónde Están los Ladrones? |   |   |       |
| 2001   | „Fool“             | —                  | —                  | —                  | —                  | —                  | —                  | —                  | —                  | —                  | —                  | Laundry Service           |   |   |       |
| 2001   | „Ask For More“     | —                  | —                  | —                  | —                  | —                  | —                  | —                  | —                  | —                  | —                  | The Pepsi EP              |   |   |       |
| 2002   | „Knock On My Door“ | —                  | —                  | —                  | —                  | —                  | —                  | —                  | —                  | —                  | —                  | The Pepsi EP              |   |   |       |
| 2004   | „Poem To A Horse“  | —                  | —                  | —                  | —                  | —                  | —                  | —                  | —                  | —                  | —                  | Live & Off The Record     |   |   |       |
| 2014   | „Medicine“         | —                  | —                  | 90                 | —                  | —                  | —                  | —                  | —                  | —                  | —                  | Shakira                   |   |   |       |